# Oenanthe aquatica
Oenanthe aquatica là một loài thực vật có hoa trong họ Hoa tán. Loài này được (L.) Poir. mô tả khoa học đầu tiên năm 1798.

## Hình ảnh

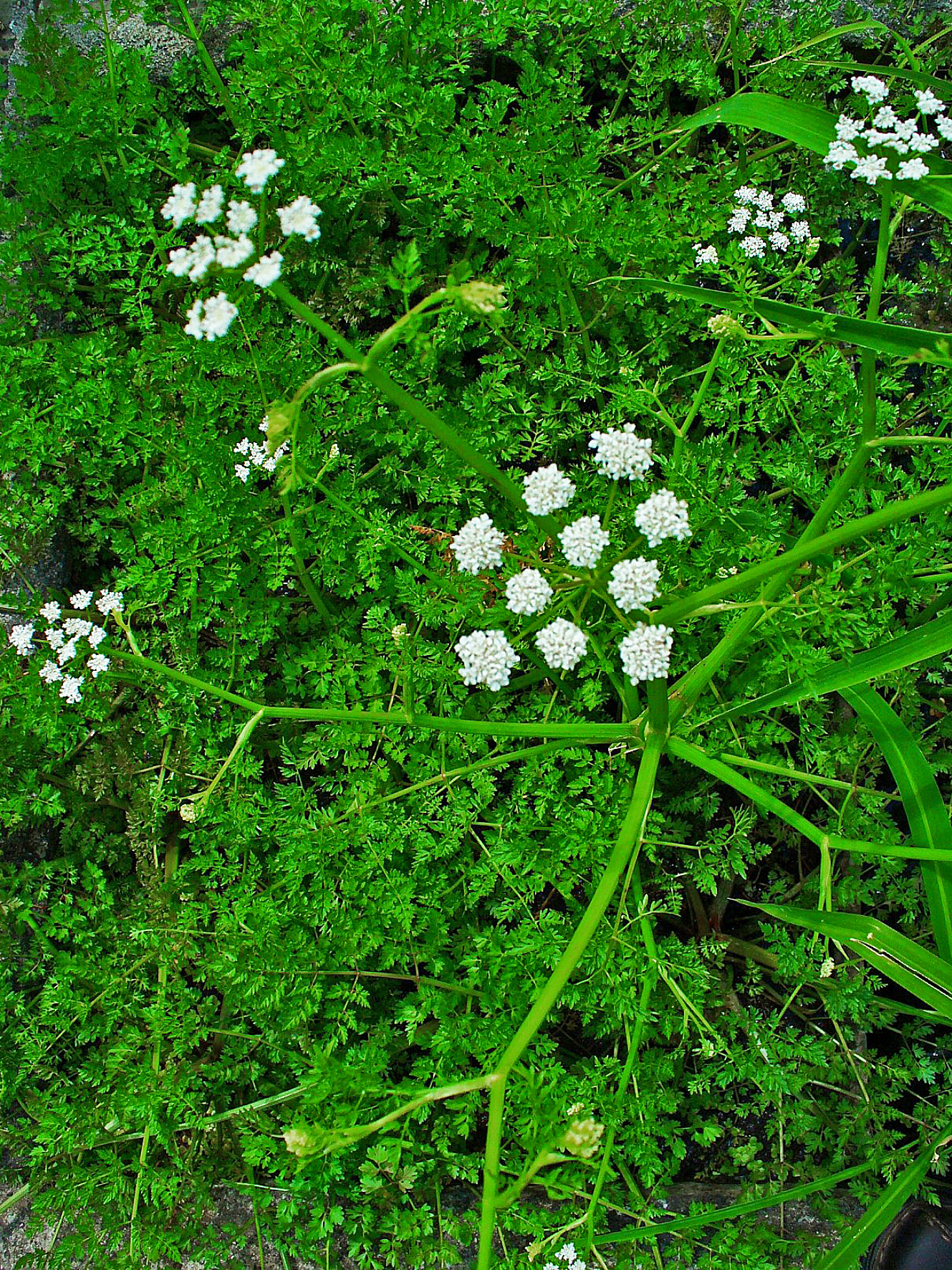
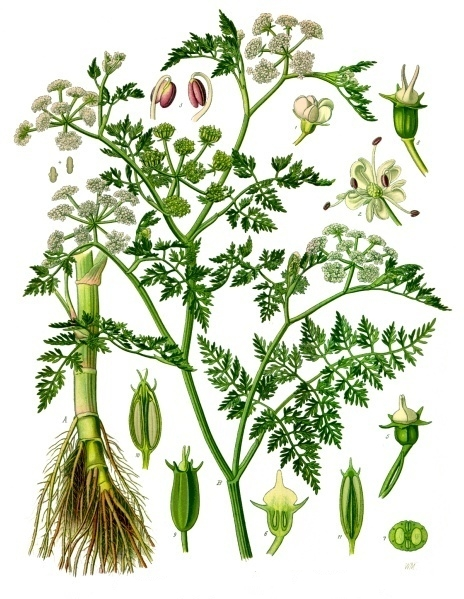
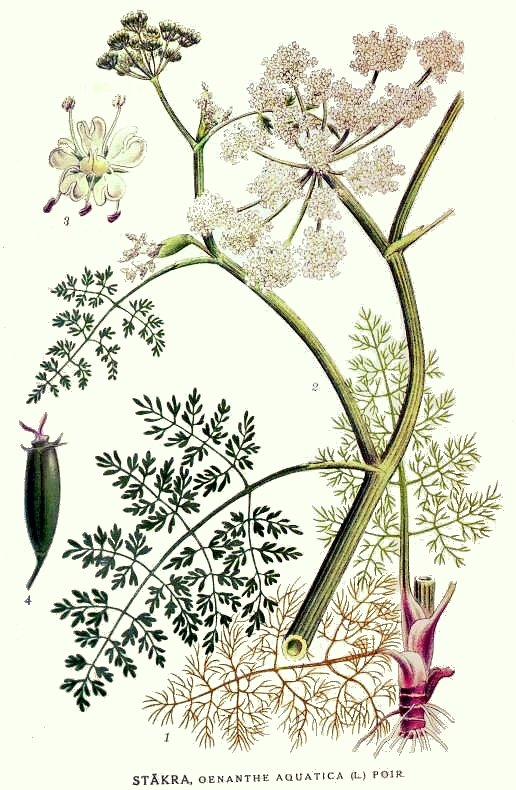
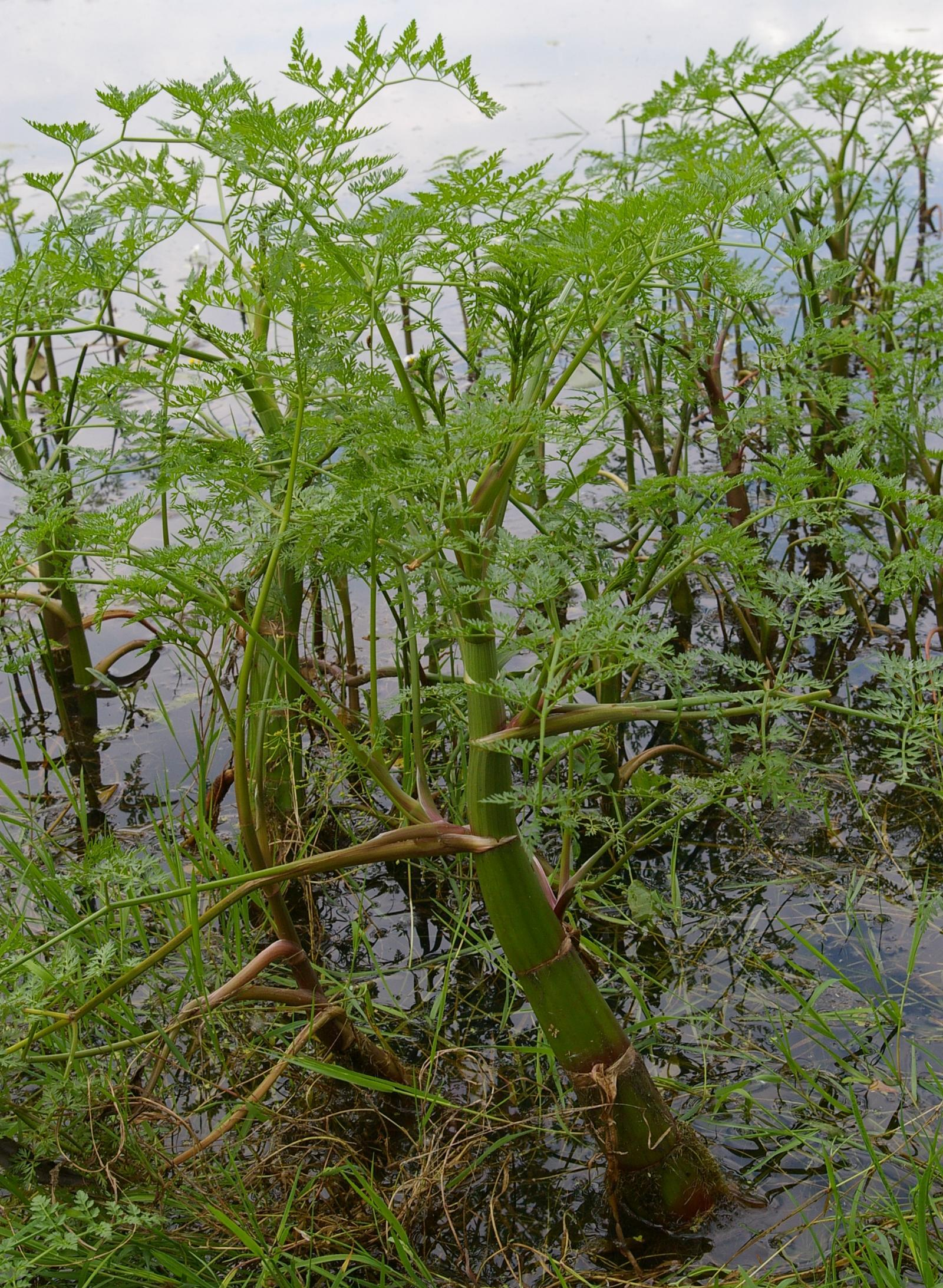